# 拉卜楞寺
拉卜楞寺（藏語：བླ་བྲང་བཀྲ་ཤིས་འཁྱིལ，威利转写：bla-brang bkra-shis-'khyil）位于中华人民共和国甘肃省甘南藏族自治州夏河县大夏河岸边，本名噶丹夏珠卜达吉益苏奇贝琅（藏語：དགེ་ལྡན་བཤད་སྒྲུབ་དར་རྒྱས་བཀྲ་ཤིས་གྱས་སུ་འཁྱིལ་བའི་གླིང༌།，威利转写：dge ldan bshad sgrub dar rgyas bkra shis gyas su 'khyil ba'i gling），简称扎西奇寺，“拉卜楞”由“拉章”（嘉木样佛宫）音变而来，是藏传佛教格鲁派六大寺院之一，也是甘肃南部藏族地区最大的寺院，1982年被列为第二批全国重点文物保护单位。
拉卜楞寺在历史上号称有108属寺（其实要远大于此数），是甘南地区的政教中心，目前拉卜楞寺保留有全国最好的藏传佛教教学体系。目前寺主是第六世嘉木样呼图克图嘉木樣·洛桑久美·圖丹卻吉尼瑪，其他领导人包括四大赛赤（贡唐仓、萨木察仓、霍尔藏仓、德哇仓）、八大堪布。

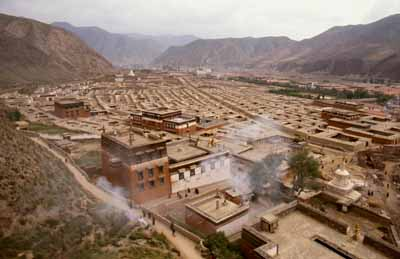
拉卜楞寺全貌

## 历史
拉卜楞寺始建于清康熙四十八年（1709年），由第一世嘉木样活佛阿旺宋哲大师创建。康熙五十三年（1714年）建立“拉章”，意为寺院最高活佛府邸。
拉卜楞寺喇嘛最多时达3000余人，现在寺内还有能煮四头大牛的铜锅。拉卜楞寺搜集和保存的藏族文化典籍，是全国各藏传佛教寺院中最为丰富、齐全的。拉卜楞寺的藏书，始于二世嘉木样（寺主）久美昂吾，他建立起规模宏大的藏书楼，搜集、求购了大量图书。久美昂吾以后的历世嘉木样，继续发展藏书事业，使藏书不断增多。据1959年的统计，拉卜楞寺各类藏书17833种，其中医药类262种，全集类12000种，因明类789种，密宗类735种，经咒类164种，传记类380种，天文历算类547种，修辞类108种，加上《甘珠尔》、《丹珠尔》以及宗喀巴等全集12000多部，所有藏书至少有10万多部。1782年，伴随寺庙规模的扩大，拉卜楞寺创办了藏医学院“曼康”，全名为“曼巴扎仓索日央盘琅”（意为“医药学院医明利人洲”），开始了培养医学人才的教育。从创始自今200多年，拉卜楞寺医药学院形成了一套完整而严格的教学制度，十分重视理论与实践相结合。现在，该院制作的“洁白丸”、“九味沉香散”、“九味牛黄散”三种药剂，已列入国家医典。
2021年7月，“世界藏學府”文物保護修繕工程已完工。此次保護修繕工程是拉卜楞寺建寺300多年來首次大規模整體保護修繕，本著修舊如舊的原則，總投資超過4億元，涉及佛殿本體建筑、油飾彩繪、壁畫、電路照明改造、安防、消防以及旅游設施配套建設等方面，部分完工的項目已通過有關部門評估驗收，彌勒佛殿、嘉木樣寢宮等在內的14座完成修繕的佛殿正在等待國家文物主管部門驗收。

## 主要建筑
全寺共有六大经堂，有众多佛殿，佛殿是僧众诵经和信徒朝拜的场所，较为著名的有宗喀巴佛殿、千手千眼观音殿、弥勒佛殿、释迦牟尼佛殿、白伞盖菩萨殿、救度母殿、白度母殿、寿安寺、悟真寺、普祥寺、图丹颇章和护法殿等，还有藏经楼、印经院、夏丹拉康、菩提法苑、嘉木样别墅、铜塔、厨房和牌坊等建筑。。

### 大经堂
闻思学院经堂是全寺最大的经堂，又称大经堂，是“磋钦措兑”会议的场所。一世嘉木样初建时，只有80根柱子，1772年二世嘉木样扩建为140根柱子，可容纳3000僧人诵经。1946年，五世嘉木样又建了前殿院，至此，大经堂有前殿楼、前庭院、正殿和后殿共数百间房屋，占地10余亩。
前殿楼为大屋顶式建筑，顶脊有宝瓶、法轮等饰物，楼上供吐蕃赞普松赞干布之像，楼上前廊设有活佛们每年正月和七月法会观会时的坐席，楼下前廊为本院僧官逢法会时的座位。前庭院是本院学僧辩经及法会辩经考取学位的场所，有廊房32间。大经堂正殿内悬乾隆皇帝御赐“慧觉寺”匾额，内设嘉木样和总法台的座位及僧人诵经坐垫，供有释迦牟尼、宗喀巴、二胜六庄严、历世嘉木样塑像，悬挂着精美的刺绣佛像及幢幡宝盖等，藏有《甘珠尔》等经典。后殿正中，供奉着馏金弥勒大铜像，后殿左侧供奉着历 世嘉木样大师的舍利灵塔，及蒙古河南亲王夫妇和其他活佛的舍利灵塔，共14座，右侧为本寺护法神殿。正殿之西为大厨房，内有大铜锅4口，大铁锅1口。
大经堂不幸于1985年4月7日被火烧毁，1987年完成了主体工程重建。新建大经堂保持了原来的式样和风格，采用了先进技术和材料。

### 时轮学院经堂
坐落于大经堂右侧，建于1763年，正殿具有浓郁的藏式风格，内供时轮金刚佛铜像。后殿东西5间，南北11间，正中供奉释迦牟尼和七大弟子像，左右供奉着堪布仓、贡唐罗智仓、旦巴嘉措等活佛的灵塔。

### 医学院经堂
建于1784年，正殿南北6间，东西5间，殿内供奉药王佛、药师佛和拉科仓的舍利塔，殿前厢廊内绘有人体脉络图18幅。

### 喜金刚学院经堂
建于1879年，仿拉萨布达拉宫的南杰扎仓样式修建。1957年失火烧毁，后按原式重建。

### 续部上学院经堂
位于喜金刚学院的西侧。建于1941年，正殿东西5间，南北10间，高达三层，顶层为宫殿式，绿色琉璃瓦覆盖，故称绿瓦寺。后殿内供有弥勒佛铜像和十六罗汉象，左为八大药师佛和35尊仟悔佛，右为第五世嘉木样大师父母的骨灰塔及21尊度母佛像，两侧有铜质无量寿佛1000尊。

### 续部下院经堂
位于大经堂东北，初建于公元1737年，正殿东西5间，南北1间，系藏式建筑，殿顶法轮、幢幡俱全，内供密集、怖畏、胜乐等密宗佛像，其后殿供奉一世德哇仓等7位活佛之灵塔。

### 弥勒佛殿
亦称“寿槽寺”，坐落在大经堂之西北隅，高达六层，纵深各5间。初建于1788年，1844年由卓尼察汗呼图克图额尔德尼班智达捐资予以翻修，并建金瓦亭。该殿为藏汉混和式结构，最高层为宫殿式的方亭，四角飞檐，上覆盖馏金铜狮、铜龙、铜宝瓶、铜法轮、铜如意，阳光下金碧辉煌，故俗称“大金瓦寺”。殿内供馏金弥勒佛大铜像，高8米左右，两侧供八大菩萨馏金铜像，高5米左右。殿内藏有金、银汁书写的《甘珠尔》。

### 释迦牟尼佛殿
位于弥勒殿西边，仿拉萨大昭寺修建，亦为馏金铜瓦屋顶，俗称“小金瓦寺”。该殿高三层，二层内供有释迦牟尼佛像，两侧有两根铜质龙柱，释迦牟尼佛像顶供有释迦金佛，高约0.7米，是第一世嘉木样从西藏本堆地方迎请来的，殊为珍贵。第三层为嘉木样护法殿，殿前为图丹颇章，系历世嘉木样坐床和举行其它隆重仪式典礼的地方。寿安寺，系萨木察仓捐资修建的，在时轮学院前面，纵深各5间，门上悬清嘉庆帝御赐用汉、藏、满、蒙4种文字书写的“寿安寺”匾额1面，殿内供狮于吼佛铜像，高13米，另供八大菩萨、十六罗汉。

### 其它建筑

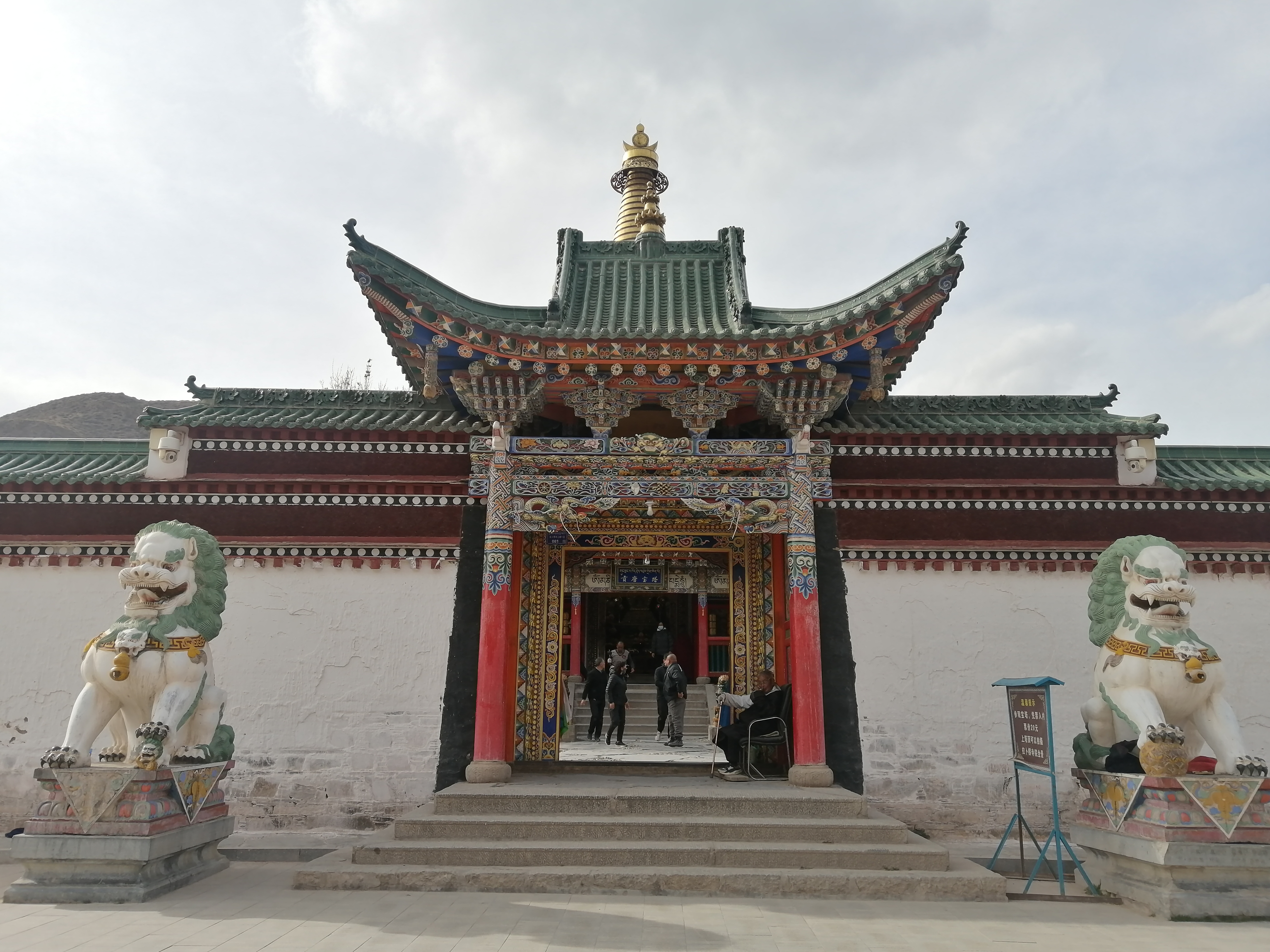
贡唐宝塔

藏经楼在萨木察仓昂欠的西面，内藏6万多册经卷，“文革”中不幸遭到破坏，损失很大，经卷移到时轮学院，新藏经楼已重新建成。
印经院在千手千眼观音殿的前面，原属蒙古河南亲王府，藏有大量的经版，在“文革”中受到破坏，文革后得到了恢复和扩充，增添了铸字铜模、铸字机、平台印刷机等铅印设备。
夏丹拉康，在大经堂东北隅，是班禅大师行宫。
菩提法苑，即为僧人辩经场所，位于寺院西边萨哈尔村南。
经轮房，俗称“嘛呢房”，是建造简单之平房，围绕寺周，约500余间，内设经轮。
菩提塔，为铜质镏金，高三层，甚为珍贵，因位于贡唐仓院内，又称贡唐塔。
另大经堂东侧有合离塔，寺院东边有“神变白塔”。原于寺院东边，有牌坊1座，上悬“输财卫国”匾额1面，现不存。

## 六大学院
拉卜楞寺下设六大学院，其中一个显密学院，五个密宗学院。拉卜楞寺将一年划分为九个学期（四个大学期、二个中学期、三个小学期）。大学期，每学期为一月；中学期，每学期为二十天；小学期，每学期为十五天。
- 拉卜楞寺闻思学院
- 拉卜楞寺续部上学院
- 拉卜楞寺续部下学院
- 拉卜楞寺时轮学院
- 拉卜楞寺医药学院
- 拉卜楞寺喜金刚学院

## 法会
拉卜楞寺除了有一些重大节庆法会，还有很多学院的特色法会活动。
说法会
说法会（藏语：柔札），是每年农历六月二十九日至七月十五日之间举行的佛学哲学辩论大会，是藏传佛教的重大节日之一。在说法会上，有米拉日巴劝法表演以及僧人辩经活动。
禳灾法会
禳灾法会是藏传佛教中的重要法会之一，每年的九月二十九日在喜金刚学院的嘉木样公馆内举办，象征着铲除邪恶，维护正义。禳灾法会共演出四幕：（1）护法载土地神；（2）明王明妃；（3）财神；（4）黑帽子（由红教僧人装扮）。
宗喀巴纪念日燃灯节
在每年的十月二十五日这一天晚上，藏族地区的寺庙和百姓家的屋顶、窗口上都挂满了酥油灯（俗称燃灯节），藏族的宗教信徒们用这样的方式来表达对宗教改革家宗喀巴的纪念。
一世嘉木样圆寂纪念日
教仇节
亮宝节
娘乃节
娘乃 是闭斋的意思，每年在四月十五日那天举行，这一天也是佛祖释迦牟尼成佛的日子，所以在这一天所做的修行要比其他日子的功德来得大。四月十四日，参加娘乃节的人们来到嘛呢康哇一起参加全村人自愿集资举办的聚餐会，在四月十四日这一天，大家都吃得很饱因为到了第二天就只能转廓拉、念嘛呢，水与食物就不能入口了。直到四月十六日才能吃东西。
时轮金刚法会
时轮金刚法会举办的那一天，正是从前释迦牟尼成佛后讲授时轮金刚的日子。每年的时轮金刚法会由拉卜楞寺的时轮学院在三月初就开始筹备。拉卜楞寺的高僧们在那一天舞蹈诵经来纪念佛祖释迦牟尼。
药师佛自入坛城和烧坛法会
丹真金刚自入坛城和烧坛法会
阿众佛自入坛城和烧坛法会
迥遮施食生镇魔法会
集密自入法会
喜金刚自入法会
金刚手自入法会
满足护法心愿法会
大自在自入法会
怖畏九道金刚自入法会

## 属寺
拉卜楞寺的属寺总称108寺，实际不止此数，其中甘肃境内有66寺，青海境内6寺，四川境内21寺，内蒙古境内7寺，西藏境内5寺，山西1寺，北京1寺。这些寺院都是拉卜楞寺的子寺，但它们与拉卜楞关系之密切程度不同，基本上有三种形式。
第一种政教两权统属拉卜楞寺院管理，并由拉卜楞寺院派“更察布”、“吉哇”、法台管理该寺及所属部落的一切政教事务；
第二种教权属于拉卜楞寺管理，由拉卜楞寺派法台或经师、僧官、更察布，只管理教务，不管政务；
第三种在宗教上有着密切关系，但拉卜楞寺不直接管理其政教事务。

## 部落
1777年，夏河拉卜楞寺院在河曲组建第一个流官制部落——欧拉部落后，1780年组建卓格尼玛流官制部落，形成了拉卜楞寺院在河曲的两个直属部落，即欧拉“拉德”（神民）和卓格尼玛“拉德”部落。1784年，木拉部落归属拉卜楞寺院，成为“穆德”（政民）部落。1880年“乔科三部”（包括今曼日玛、阿万仓、齐哈玛、上乃日玛、下乃日玛、采日玛）正式加入，成为“穆德”部落。1898年，河曲最后一个部落西合强加入，成为“穆德”部落，使整个河曲南北成为拉卜楞教区之一。
1912年，中华民国建立后，河曲归属甘肃省青海西宁道循化县，1927年甘肃省国民政府设立拉卜楞设治局，河曲随之归其管辖，1928年3月，夏河正式设县。但实际上夏河拉卜楞寺院才是唯一的统治者，直至到1958年8月甘南州设立各乡基层组织后，才宣告结束。拉卜楞寺特殊的“政教合一"的地方统治，减少了河曲各部间械斗，维护了治安，使河曲作为拉卜楞教区一个完整的组成部分，并为反抗民族压迫、支持中国的抗日战争作出了一定的贡献。